# Reserva Florestal de Taboga
A Reserva Florestal de Taboga (em castelhano:  Reserva Forestal Taboga), é uma área protegida na Costa Rica, administrada sob a Área de Conservação Arenal Tempisque, criada em 1978 pelo decreto 8.474-A.